# To Quyen Nguyen
To Quyen Nguyen (translitera del vietnamita Đến Quyền Nguyễn ( 1944 ) es una botánica vietnamita. y dstacada agrostóloga, habiendo descrito unas 78 especies nuevas para la ciencia.
- La abreviatura «T.Q.Nguyen» se emplea para indicar a To Quyen Nguyen como autoridad en la descripción y clasificación científica de los vegetales.[3]